# Argelliers
Argelliers is een gemeente in het Franse departement Hérault (regio Occitanie). De plaats maakt deel uit van het arrondissement Lodève. Argelliers telde op 1 januari 2022 971 inwoners.

## Geografie
De oppervlakte van Argelliers bedroeg op 1 januari 2022 50,29 vierkante kilometer; de bevolkingsdichtheid was toen 19,3 inwoners per km².

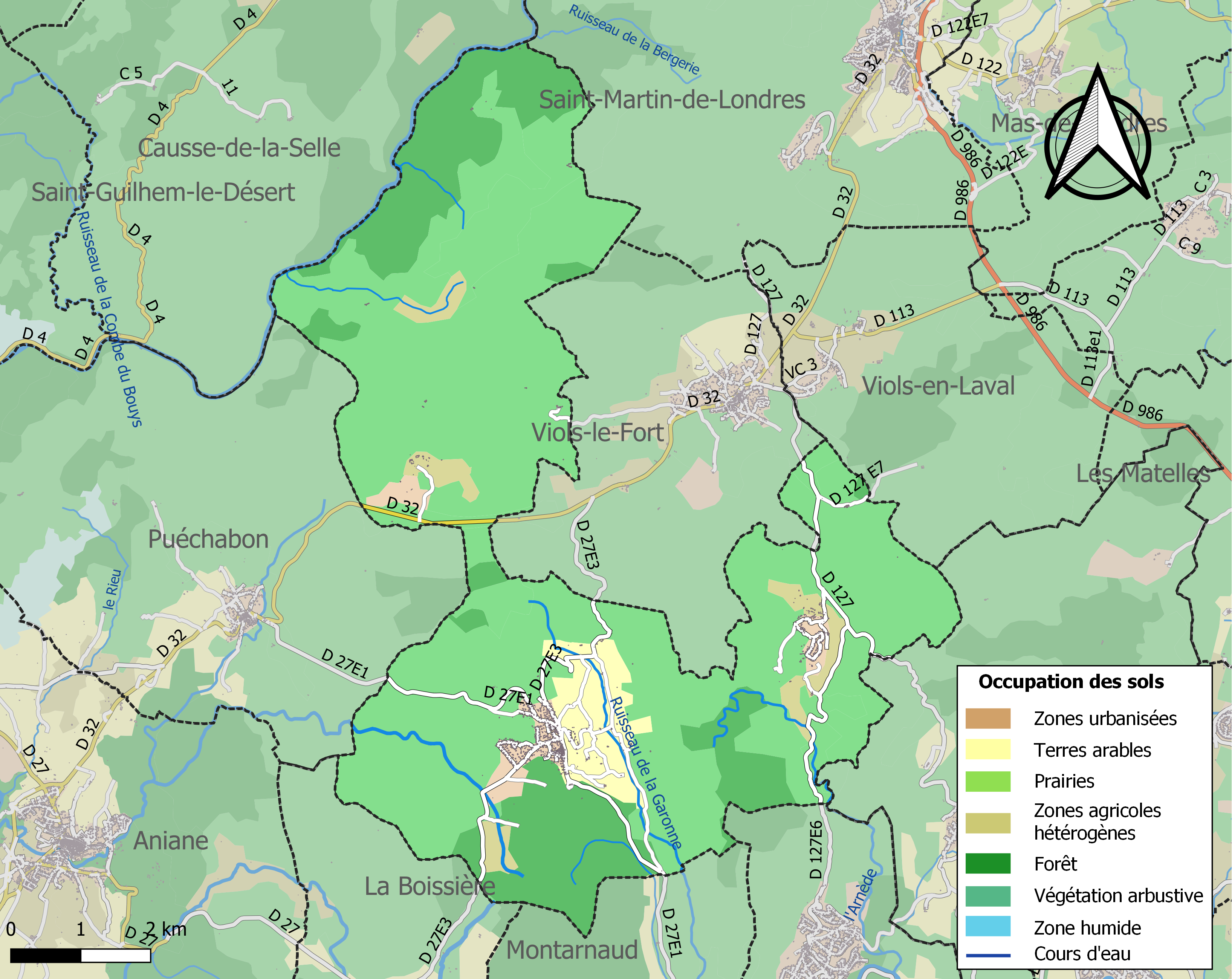
Kaart van de gemeente met belangrijkste infrastructuur, bodemgebruik en omliggende gemeenten

## Demografie
Onderstaande figuur toont het verloop van het inwonertal (bron: INSEE-tellingen).